# Бучава (Енидже Вардар)
Бучава (на гръцки: Μπουτσαβα, на турски: Bučava) е традиционен стар християнски квартал на македонския град Енидже Вардар (Па̀зар), Гърция. Намирал се е в източната част на града, днес приблизително квартал „Сфагия“, на юг от Вароша, на изток от Зир махалеси и северно от Джумра махалеси.

## История
В края на XIX век в махалата живеят по-богатите християни. От лявата страна има 228 къщи, от които около 100 са на улица „Църковна“ (Клиса Кадеси), останалите са на улица Чинари (Чинари Кадеси) и на пътя за чешмата с чинарите. По тези пътища са се намирали много лозя и ниви, а много от къщите в махалата се се намирали на безименни пътища. Постепенно махалата се разраства със строежа на нови къщи в съседните ниви.
Георги Божков пише в спомените си:
| „ | На обширния мегдан на махалата “Новата Бучава” беше хаджи Менчевата къща, където беше българската община... В “Новата Бучава” имаше много видни семейства, издигнати и културни... Тази махала беше и крепостта на униятството. | “ |